# Patten River
Patten River är ett vattendrag i Kanada.   Det ligger i provinsen Ontario, i den sydöstra delen av landet, 500 km nordväst om huvudstaden Ottawa.
I omgivningarna runt Patten River växer i huvudsak blandskog. Trakten runt Patten River är nära nog obefolkad, med mindre än två invånare per kvadratkilometer.